# Fritz the Cat (filme)
Fritz the Cat (bra: O Gato Fritz; prt: Fritz, o Gato) é um filme de animação estadunidense, do gênero comédia, escrito e dirigido por Ralph Bakshi. Baseado na tira de quadrinhos de mesmo nome de Robert Crumb, foi o primeiro filme animado a ser classificado com o código X nos Estados Unidos (impróprio para menores). O filme focaliza-se em Fritz (dublado por Skip Hinnant), um felino antropomórfico, em meados da década de 1960 em Nova York, que explora os ideais do hedonismo e da consciência sociopolítica. O filme é uma sátira com foco na vida universitária americana da época, as relações raciais, o movimento do amor livre, e políticas de esquerda e de direita. Fritz the Cat é o mais bem sucedido filme independente de animação de todos os tempos, arrecadando US$ 100 milhões no mundo inteiro.
Em Portugal, o filme estreou-se nos cinemas portugueses no dia 7 de maio de 1975, onde foi distribuído por Filmes Castello Lopes.